# Adile Montanari
Adile Montanari (Montecchio Emilia, 12 ottobre 1924 – Montecchio Emilia, 9 agosto 2015) è stato un calciatore italiano, di ruolo difensore.

## Carriera
Crebbe nel Venezia, che nel 1947 lo cedette al Parma, dove sarebbe restato per due stagioni collezionando 71 presenze in Serie B.
Si trasferì poi alla Reggiana, dove disputò cinque campionati con 131 presenze, di cui 101 in Serie B; nell'annata 1952-1953 intervalla una stagione al Città di Castello in IV Serie.